# Teodora Inácia Gomes
Teodora Inácia Gomes (* 13. September 1944 in Empada) ist eine Politikerin, Feministin und Frauenrechtsaktivistin aus Guinea-Bissau. Sie war Kämpferin im Unabhängigkeitskrieg ihres Landes gegen die Kolonialmacht Portugal und wurde stellvertretende Vorsitzende der Partei Partido Africano da Independência da Guiné e Cabo Verde (PAIGC).

## Leben

### Jugend
Teodora Inácia Gomes wurde am 13. September 1944 in Empada, in der Region Quinara im südlichen Guinea-Bissau geboren. Sie hat fünf Geschwister, vier Brüder und eine Schwester, Joana Gomes; ihr Vater war Inácio Pedro Gomes. Die Familie nannte sie bei dem Spitznamen „Obono“. Ihre Familie ist christlich und sie besuchte eine katholische Schule. Ihr Vater war als junger Mann nach Porto in Nord-Portugal emigriert und gehörte dort zu einer kleinen Gemeinschaft von Guinea-Bissauern, die im kolonialen Mutterland der Kolonie studierten. Dort machte er wichtige Verbindungen mit der Kommunistischen Partei Portugals. Gomes Mutter kam aus einer ethnischen Gruppe, die matrilineal organisiert war. Beide waren in der Befreiungsbewegung aktiv. Patrícia Godinho Gomes stellt die Bedeutung heraus, die Teodoras Vater für ihre politische Bildung hatte.

### Unabhängigkeitsbewegung
1962 schloss sich Gomes dem bewaffneten Kampf um die Unabhängigkeit an und wurde Mitglied der Partido Africano da Independência da Guiné e Cabo Verde (PAIGC). In dieser Bewegung wurde, neben anderen Prinzipien, Gleichheit zwischen Männern und Frauen durchgesetzt. Ein Grundsatz besagte: „Männer und Frauen genießen dieselben Rechte in der Familie, bei der Arbeit und in öffentlichen Aufgaben“ („men and women enjoy the same rights in the family, at work and in public activities“). In der PAIGC arbeitete Gomes eng mit Amílcar Cabral zusammen. Sie wirkte als Medizinerin und als Politik-Lehrerin. Sie erhielt auch militärisches Training und kommandierte eine Einheit aus 95 Frauen. Eine der Frauen, mit denen sie 1963 zusammen kämpfte, war Titina Silá, deren Tod 1973, bei der Überquerung des Rio de Farim, jedes Jahr am 30. Januar als Dia Nacional da Mulher Guineense (Nationaler Tag der Guineischen Frauen) begangen wird. Im August 1963 reisten Gomes und Silá in die Sowjetunion zu politischer Schulung.
Gomes erhielt 1964 ein Stipendium und ging zum Studium nach Kiew, in die Ukrainische Sozialistische Sowjetrepublik (heute die unabhängige Ukraine). In ihrer Zeit in Kiew beteiligte sie sich an Jugend- und Frauenveranstaltungen und warb für die Ideale und Ziele der Unabhängigkeitsbewegung PAIGC und deren bewaffnetem Kampf. 1966 kehrte Gomes nach Conakry zurück, wo sie ihre Aktivitäten als Erzieherin am Kindergarten Jardim Escola de Ratoma (Instituto Amizade) weiterführte; von 1969 bis 1971 war sie Direktorin dieser Vorschule.

### Nach der Unabhängigkeit
Nachdem Guinea-Bissau 1974 die Unabhängigkeit erlangte, wurde Gomes als Abgeordnete für die Partido Africano da Independência da Guiné e Cabo Verde (PAIGC) in die Assembleia Nacional Popular da Guiné-Bissau (Parlament) gewählt. 1976 wurde sie als eine von vier Vizepräsidenten der Guineisch-Sowjetischen Freundschafts-Vereinigung gewählt.
Als Politikerin hat sie die Frauenrechte verteidigt und war eine der Hauptverantwortlichen beim Verbot der Genitalverstümmelung in Guinea-Bissau. Sie hat auch zahlreiche andere Gesetze vorgeschlagen, von Rechten für ehemalige Freiheitskämpfern, Gesetzen zu reproduktiver Gesundheit, Gesetzen gegen Kinderhandel, Gesetzen zur Familienplanung, bis hin zu Gesetzen gegen Gewalt gegen Frauen. 2015 nahm sie an der Konferenz der Sozialistischen Internationale in Luanda teil. Gomes arbeitete auch mit einer Nichtregierungsorganisation zusammen, welche politische Aufmerksamkeit wecken will und die Repräsentation von Frauen in den verschiedenen Regierungsämtern verstärken. 2019 war die Organisation besonders aktiv und kämpfte dafür, dass nach der Wahl 2019 möglichst viele Frauen ins Parlament gewählt werden sollten. Letztlich wurden jedoch 14 Frauen in einem Parlament von 102 Mitgliedern gewählt, dieselbe Anzahl wie in den Wahlen 2014.